# Louis Aillaud
Pour les articles homonymes, voir Aillaud.
Louis Aillaud est un dirigeant sportif.
Il préside le club de l'Olympique de Marseille de 1954 à 1956.